# Rïah Sahïltaahk
Rïah Sahïltaahk ist das zwölfte Studioalbum der französischen Progressive-Rock- und Zeuhl-Gruppe Magma. Es wurde am 15. September 2014 als EP auf dem Musiklabel Seventh Records veröffentlicht.

## Inhalt
Die Stücke des Albums erzählen von Rïah Sahïltaahk, der den anderen Kobaïaner gegen ihren Willen folgte. Er hielt sich für etwas besseres und war sich sicher, die Feine Kobaïas zum kobaïanischen Geist bekehren zu können. Er scheiterte jedoch und blieb alleine auf Kobaïa zurück. Auf einem symbolischen Zwischenstopp-Planeten Malaria muss er sich den wütenden Elementen stellen, die er zu beherrschen glaubte. Nachdem sein Schiff beinahe havariert wäre, fleht er die Elemente an …, vergeblich. Er wird untergehen, ertränkt und weggefegt von den rasenden Elementen. Nach dem Lärm … Stille.

## Entstehungsgeschichte
Das Album ist eine neue Umsetzung des Songs Rïah Sahïltaahk von Magmas zweitem Studioalbum 1001° Centigrades von 1971. Der Song aus der Frühzeit der Band nahm damals die gesamte erste Seite der LP ein. Bandleader Christian Vander war mit der damaligen Aufnahme auf dem Album jedoch nicht zufrieden, lenkte aber ein, da die übrigen Bandmitglieder diese akzeptierten.
Anlässlich des 45-jährigen Jubiläums von Magma entschied sich Vander für eine alternative Aufnahme des Songs mit neuen Instrumentalpassagen, die auf der Originalaufnahme nicht vorhanden waren, und verzichtete zugunsten von Gesangsparts auf Blechbläser. Gegenüber der Version auf 1001° Centigrades ist der Aufbau der Stücke hier sanfter, weniger dynamisch und druckvoll. Der Gesang wird hier auf mehrere Stimmen verteilt. Die Titel wurden zwischen September 2013 und Juni 2014 in den UZ Studios von Francis Linon aufgenommen. Das Audoiomastering erfolgte im Southestern lab. in Fierce Mountain, NC.

## Titelliste
1. Watseï Kobaïa – 4:41
2. Di Mahntër Sahïltaahk – 3:00
3. Süri Sï Toïdo – 3:31
4. Ün Zoïn Glaö – 3:11
5. Ïss Walomëhn Dëm – 2:25
6. Bradïa Ëtnah – 2:24
7. Mem Loïlë – 3:46
8. Wöleï – 1:29